# Willa przy ul. Jadernych 1 w Mielcu
Willa przy ul. Jadernych 1 w Mielcu – budynek wpisany do rejestru zabytków nieruchomych województwa podkarpackiego pod numerem A-771 z 24.06.1981. Willa została wybudowana w latach 1933-1934 dla najbogatszej w Mielcu rodziny kupieckiej Kazanów. Jest to budynek w stylu neobarokowym projektu mieleckiego architekta Macieja Sadowskiego. Dwukondygnacyjna willa jest zbudowana na planie prostokąta. Do drzwi wejściowych prowadzą okazałe schody. Środkowa część elewacji jest cofnięta, przed nią znajduje się półokrągły portyk wsparty na czterech kolumnach, nad którymi umieszczono ozdoby w kształcie stylizowanych kwiatów. Nad nim taras otoczony tralkową balustradą. Okna willi ozdobione są szerokimi opaskami. Nad drzwiami prowadzącymi na taras znajduje się szczyt ozdobiony płaskorzeźbioną wazą ze stylizowanymi kwiatami. Willa otoczona jest ogrodem ogrodzonym płotem z metalowej siatki. W czasie II wojny światowej willa była użytkowana przez niemiecką żandarmerię.